# Peter Donnhäuser
Peter Donnhäuser (* 27. Juni 1900 in Dolní Dvůr; † 24. April 1933 in Karlsbad) war ein deutschböhmischer nationalsozialistischer Jugendführer in der Tschechoslowakei.

## Werdegang
Peter Donnhäuser studierte an der Karl-Ferdinands-Universität Prag und war in diesem Zeitraum Mitglied einer Hochschulgilde. Er war später als Lehrer tätig. Wegen seiner nationalsozialistischen Aktivitäten als Jugendführer entließen ihn die tschechoslowakischen Behörden aus dem Staatsdienst. Im sogenannten Volkssportprozess wurde er 1932 zu zwei Jahren schwerer Kerkerhaft verurteilt, die er in Brünn und Karlsbad verbüßte. Er starb unter ungeklärten Umständen im Staatspolizeigefängnis Karlsbad.

## Rezeption
Die Nationalsozialisten erklärten den Vorfall zum Opfertod für die nationalsozialistische Idee und für die deutsche Heimat und ernannte ihn zum Blutzeugen. In Hohenelbe, Reichenberg, Bayreuth, Berlin und Brünn wurden Straßen nach ihm benannt. In Reichenberg erhielt eine Bücherei seinen Namen. 
An der Technischen Hochschule Dresden wurde aus den gleichgeschalteten Turnerschaften Germania und Kursachsen eine Kameradschaft Peter Donnhäuser im NSDStB aufgestellt. An der Ludwig-Maximilians-Universität München wurde 1936 eine Kameradschaft Peter Donnhäuser des NSDStB aufgestellt, deren Altkameradschaft das Corps Isaria bildete.

## Belege
1. ↑  Harald Lönnecker: „… Das einzige, was von mir bleiben wird“. Die Burschenschaft Ghibellinia zu Prag in Saarbrücken 1880–2000. Burschenschaft Ghibellinia zu Prag in Saarbrücken, Saarbrücken 2009, ISBN 978-3-00-028568-4, S. 134
2. ↑  Wolfgang Fink: Heimat Hohenelbe. Geschichte und Geschichten. Hrsg.: Hohenelbe Heimatkreis / Riesengebirge e. V. Marktoberdorf 2007, S. 45.
3. ↑  http://www.schroederniko.de/schlacht_strassen_ns.htm
4. ↑  http://encyklopedie.brna.cz/home-mmb/?acc=profil_ulice&load=4096
5. ↑  Bernhard Grün: Zwischen Fronteinsatz und Freiheitsklang - Studententum und Kameradschaftswesen im Nationalsozialismus. In: Detlef Frische, Wolfgang Kümper (Hrsg.): Historia academica - Schriftenreihe der Studentengeschichtlichen Vereinigung des Coburger Convents. Band 57. Würzburg 2019, ISBN 978-3-930877-52-2, S. 132.
6. ↑  Bernhard Grün: „Wahrhaft, wehrhaft!“. Die Münchener Wehrschaft Palaio-Germania und die Kameradschaft ‚Feldherrnhalle‘ an der Ludwig-Maximilians-Universität München, Einst und Jetzt Sonderdruck Band 68 (2023), S. 209; S. 217

| Personendaten    | Personendaten                                                                  |
| ---------------- | ------------------------------------------------------------------------------ |
| NAME             | Donnhäuser, Peter                                                              |
| KURZBESCHREIBUNG | deutschböhmischer nationalsozialistischer Jugendführer in der Tschechoslowakei |
| GEBURTSDATUM     | 27. Juni 1900                                                                  |
| GEBURTSORT       | Dolní Dvůr                                                                     |
| STERBEDATUM      | 24. April 1933                                                                 |
| STERBEORT        | Karlsbad                                                                       |